# 啟德智慧綠色集體運輸系統
啟德智慧綠色集體運輸系統，是香港政府在《2023年施政報告》中提出的運輸系統建設計劃，綫路為啟德郵輪碼頭至港鐵啟德站，全長約3.5公里，擬設六個車站，包括啟德車站廣場、啟德體育園、都會公園、啟德空中花園、承景街及啟德郵輪碼頭，預計2031年通車。該計劃源自2007年的「環保連接系統」（俗稱啟德單軌鐵路），原擬斥資120億港元興建全長9公里的高架單軌系統連接九龍灣、啟德與觀塘，但因技術困難及成本問題於2020年擱置。2023年重啟後，新方案縮減規模，改為專注連接啟德前跑道區至港鐵啟德站，並以高架模式運行，車程約10分鐘。政府參考「雲巴」、「智軌」及「巴士快速交通系統」等技術，惟具體制式尚未最終確定。

## 歷史
2007年，由行政長官會同行政會議核准的《啟德分區計劃大綱圖》已經為擬議的鐵路連接系統預留用地。
2009年12月，土木工程拓展署聘請了顧問公司進行環保連接系統的可行性研究。為了配合九龍東核心商業區的發展需求和加強九龍東與內及外的聯繫，土木工程拓展署重新審視了原有環保連接系統的走線及功能，並且比較了不同走線的工程可行性、交通影響、土地需求、環境影響、營運表現、財務表現及經濟回報。研究結果建議，最為可取的方案是將環保連接系統由啟德發展區延伸至九龍灣及觀塘，為九龍東提供便捷的區內連繫；此外，透過接駁至附近的港鐵九龍灣站、啟德站及觀塘站，經由港鐵網絡連接區外其他商業貿易區域，推動九龍灣及觀塘重新發展，使該處轉型為一個優質的商業區。
根據《2011至2012年度香港行政長官施政報告》提出，發展九龍東成為香港的第二個核心商業區，連接觀塘、啟德新發展區及九龍灣三地，並且建議改善行人連接系統，同時提出建造一條環境保護連接系統貫通全座啟德發展區，又與港鐵網絡接駁，以加強區內與區外的連繫。系統定位為非單純公共交通工具，亦是地標之一，乘客可以從高架列車車廂飽覽維多利亞港的景致，提升觀光體驗。政府亦會研究有否其他商機，以增加列車服務的收入。第一階段公眾諮詢於2012年2月至10進行，發展局於同年5至6月舉辦了兩次公眾參與工作坊；第二階段諮詢則於同年第4季展開，於2014年2月4日完結。有關部門預計於2017年聘請營運商設計及建造項目。
2020年4月，發展局局長黃偉綸回應立法會議員的書面質詢時表示，由於興建難度比預其中高及複雜，不論以高架或地下模式建造，區內已發展的地區為興建有關系統帶來極大的技術困難，因此需要較長時間審視，而環接系統進行的第二階段詳細可行性研究預計2020年內完成。最終政府在同年的《施政報告》中，建議推展「多元組合」模式的連接系統，比單一的基建更為有效和可取，報告未有再提及單軌鐵路系統，意味此計劃正式告吹。
不過，時任行政長官李家超於《2023年施政報告》中重推該系統，採用何種集體運輸系統未有定案，路線則改由啟德跑道區開始，至港鐵啟德站，並研究興建連接啟德跑道區終點站和觀塘海濱的行人天橋。
其後，走線再經過微調，包括將啟德空中花園一段移動至花園上空，與民居的距離由10米增至20米，以免過於接近民居，並增設承景街車站，方便市民出行。
2025年7月，政府按《鐵路條例》刊憲方案，展開公眾諮詢至同年9月23日。

## 車站列表
| 車站套色及名稱       | 所在區域 | 車站接駁         | 啟用日期 |
| -------------------- | -------- | ---------------- | -------- |
| 啟德智慧綠色集體運輸 |          |                  |          |
| 啟德車站廣場         | 九龍城區 | 屯馬綫（啟德站） | 2031年   |
| 啟德體育園           | 九龍城區 | 不適用           | 2031年   |
| 承豐道公園           | 九龍城區 | 不適用           | 2031年   |
| 啟德空中花園         | 九龍城區 | 不適用           | 2031年   |
| 承景街               | 九龍城區 | 不適用           | 2031年   |
| 擬建車廠             | 九龍城區 | 不適用           | 2031年   |
| 啟德郵輪碼頭         | 九龍城區 | 不適用           | 2031年   |

## 過去的計劃

### 概要
最初稱為啟德環保連接系統（俗稱啟德單軌鐵路，縮寫：EFLS）是香港一項計劃，原本由香港政府建議斥資120億港元在啟德發展區興建全長9公里的架空單軌鐵路系統，設有12個車站，最初預計最快於2020年底動工，2023年投入服務，預計至2031年每日載客量可達到200,000人次，佔九龍東發展區15%的公共運輸乘客量。此系統是《啟德發展計劃》及由發展局策劃的《起動九龍東》計劃內容之一，諮詢工作於2011年開始，坊間反應一般，2015年7月立法會財委會通過了涉及約9,230萬港元的可行性研究撥款申請，但在《2020年施政報告》中指出計劃已被擱置，並由「多元組合」模式的連接系統所取代。

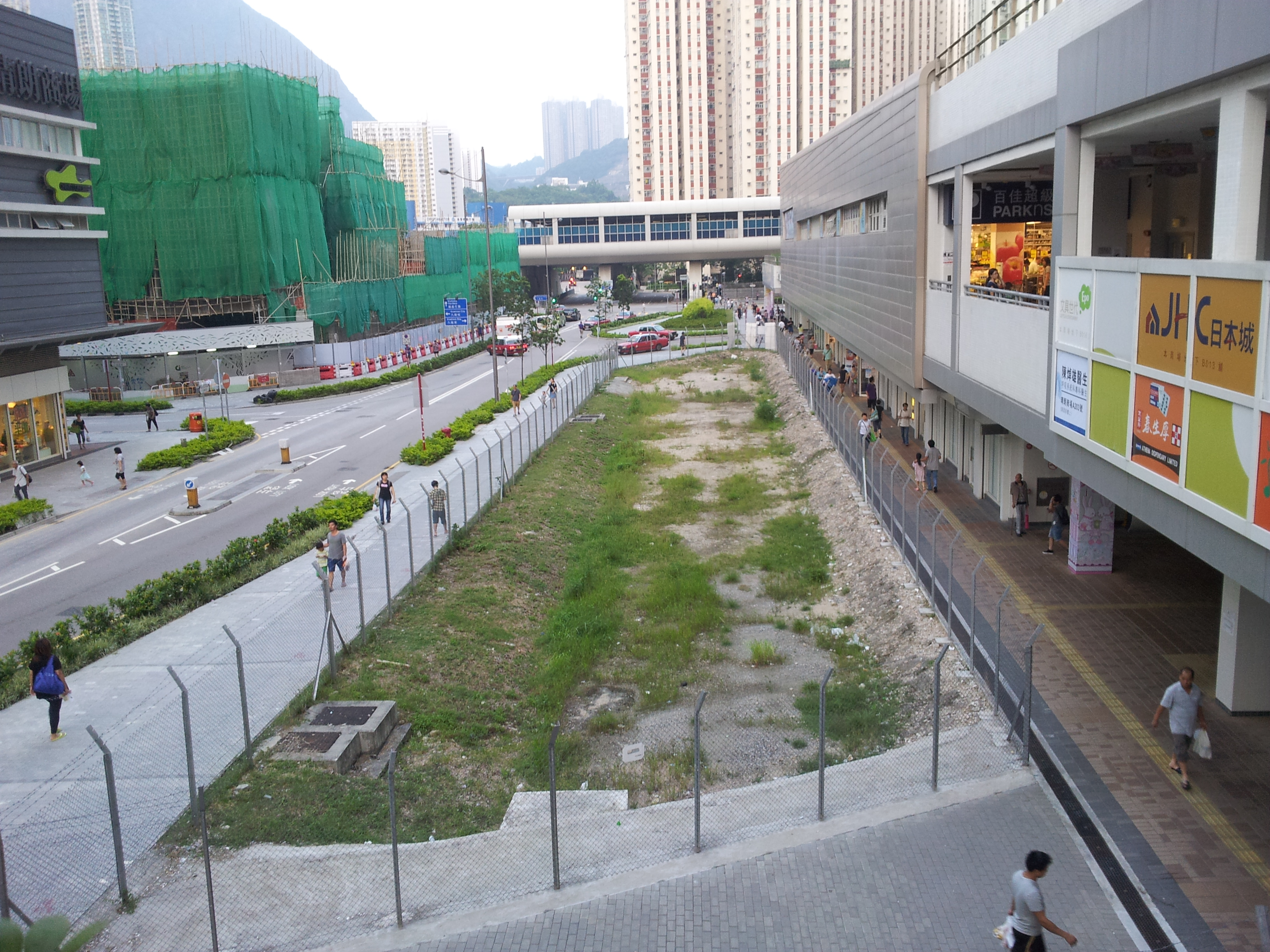
晴朗商場旁邊預留位

### 輕軌/單軌系統
根據官方研究結果，採用輕軌鐵路已經足夠以應付九龍東區內所衍生的乘客數量需求。該研究已經探討多種適用於九龍東的輕軌鐵路系統，包括膠輪捷運系統及單軌鐵路。初步估計，單軌鐵路與膠輪捷運系統的相關建設及維修費用相若。
膠輪捷運與載客量相若的單軌鐵路系統比較，行走急彎所需要的迴轉半徑較小，較容易在擠迫的腹地區域行駛，共用路軌時亦比較單軌鐵路系統靈活。不過，單軌鐵路系統所採用的主樑式高架導軌比較膠輪捷運所需要的板式高架橋輕巧，對景觀所造成的影響較低，並且對日光及通風的阻擋較少。鑑於該研究建議採用一條非常簡單的走線，無須共用路軌和克服急彎，採用外形設計輕便和輕型的單軌鐵路比較適合，加上單軌鐵路在香港具有獨特性，能夠為旅遊業帶來吸引力；因此，該研究建議環保連接系統採用單軌鐵路。
路線
規劃環保連接系統走線時所考慮的主要因素包括：涵蓋啟德發展區內所有主要發展項目；配合九龍東核心商業區的發展，連接九龍東區內具重建潛力的區域，尤其是九龍灣的海濱道重建項目（行動區一）和觀塘的渡輪碼頭海旁發展項目（行動區二），建立良好區內的連繫；連接九龍東區內港鐵服務範圍未能覆蓋的區域；以及盡量連接至附近港鐵車站，把九龍東核心商業區經港鐵網絡，連接區外其他商貿區。
建議走線以開源道為起點，並且可以轉為乘搭觀塘綫觀塘站，後經觀塘碼頭及新建跨越觀塘避風塘的橋樑前往舊啟德機場跑道南，經過啟德郵輪碼頭、都會公園、啟德體育園，連接屯馬綫啟德站，經過九龍灣商貿區，以觀塘綫九龍灣站為終點站。
走線當中，包括一段長500米的跨海連接大橋──觀塘連接橋，需要橋墩支撐。政府為了避免再度引發填海官司，決定放棄需要大面積填海的40至50米超高連接橋方案，將橋高度降至21米。然而，此舉將會犧牲現有逾80艘高桅杆吊臂躉船，它們日後將無法進入觀塘避風塘。有商會就此提出了強烈反對，政府亦於2012年2月為該方案進行公眾諮詢。
2012年4月，發展局表示，暫時不建議將列車伸延至土瓜灣、新蒲崗和九龍城，因為列車系統會對住宅區造成噪音及影響景觀，而且延伸系統將會額外增加42億港元的投資，但是只會增加一成的乘客量。
車站
車站的選址主要是根據沿線發展項目的情況而定，在定義一個車站的徒步覆蓋範圍方面，港鐵一般採用的指引是半徑500米範圍或少於8分鐘的步行路程。在初步物色車站地點時，土木工程拓展署採用了上述指引作為基礎，隨之以適當的調整，以顧及其他因素，包括預期運載乘客數量、與其他交通設施的配合、實際地理環境和消防規例，然後才為車站確定選址。因此，環保連接系統的鐵路間的距離由600米至900米不等。
| 車站套色及名稱   | 所在區域 | 車站接駁           | 啟用日期 |
| ---------------- | -------- | ------------------ | -------- |
| 啟德環保連接系統 |          |                    |          |
| 九龍灣總站       | 觀塘區   | 觀塘綫（九龍灣站） | 已擱置   |
| 海濱道           | 觀塘區   | 不適用             | 已擱置   |
| 九龍灣商貿區     | 觀塘區   | 不適用             | 已擱置   |
| 啟祥道           | 觀塘區   | 不適用             | 已擱置   |
| 麗晶花園         | 觀塘區   | 不適用             | 已擱置   |
| 車站廣場         | 九龍城區 | 屯馬綫（啟德站）   | 已擱置   |
| 體育場館         | 九龍城區 | 不適用             | 已擱置   |
| 都會公園         | 九龍城區 | 不適用             | 已擱置   |
| 跑道休閒區       | 九龍城區 | 不適用             | 已擱置   |
| 郵輪碼頭         | 九龍城區 | 不適用             | 已擱置   |
| 觀塘碼頭         | 觀塘區   | 不適用             | 已擱置   |
| 觀塘總站         | 觀塘區   | 觀塘綫（觀塘站）   | 已擱置   |

第二階段公眾諮詢修訂而取消的車站：主要是不希望環保連接系統與港鐵的服務範圍重疊，並且專注應付日後新增的人流。
1. 宏光道站：九龍灣商貿區、國際展貿中心；相應增設啟祥道站
2. 公共屋邨站：啟德發展區公共屋邨（啟晴邨、德朗邨）；相應增設九龍灣商貿區站

車廠
車廠將會建設於啟德行動區內一幅面積達6公頃的政府土地，初步計劃上蓋物業可作為娛樂、商業、酒店或服務式住宅用途，合共提供面積達50萬平方米樓面面積。

列車設計
建議以單軌行駛及設有兩車卡的列車，合共計算可以乘載乘客250名，亦可以增加至3車卡，提升乘載乘客數量至375名。
財政
根據於2012年1月發布的財政評估顯示，除了120億港元的建設費用（基礎建設及車站佔60億、鐵路機電工程及列車佔30億、車廠佔10億及觀塘連接橋佔20億港元）外，其後每15年亦需要動用20億港元以更換列車及組件等。參考港鐵相類車程，估計每程車費約4港元才有競爭能力，以每日載客20萬人次計算，每年收入約3億港元，只能夠應付營運開支，回報率僅1%，遠低於一般運輸項目有4%或以上的回報率。若果興建系統，必須由政府承擔建設費用及其後的資產置換開支，否則系統無法達致收支平衡。發展局預期收益無法應付基本建設費用、營運及維修開支，但是如果政府承擔基本建設費用，及每15至24年換置機電設備及列車的費用，票務及廣告收益可以應付日常營運及維修的支出。
票務
發展局表示系統將會參考港鐵票價訂制，以接連系統的站數及長度，按2023年票價約為4至7港元。
效益
環保連接系統除了為觀塘、九龍灣與啟德發展區之間建立緊密的區內連繫外，透過接駁至附近的港鐵九龍灣站、觀塘站以及啟德站，能夠有效將九龍東核心商業區經港鐵網絡，與區外其他商業貿易區域連接。環保連接系統在毗鄰發展項目中亦可發揮協同效應，對九龍東成功轉型成為另一個具吸引力的核心商業區產生催化作用。
此外，採用單軌列車模式的環保連接系統可以成為香港其中一處具旅遊特色的地標，提升九龍東商業區的嶄新形象，增添啟德發展區對國際及本地遊客的吸引力。乘客可以從高架列車俯瞰沿途的景色，觀賞啟德發展區內各具特色的地標，飽覽維港優美的景緻，為遊人帶來更精采的觀光體驗。
遷移觀塘避風塘的問題
日後如果落實建造系統，將會需要興建一座淨高21米、長500米的觀塘連接橋（造價約20億港元）以供列車、行人及單車徑跨灣而過，用以連繫啟德跑道末端與觀塘區；預料會導致約百艘駁船從此無法再進入觀塘避風塘。為了維持避風塘運作，發展局曾經考慮加高橋梁至淨高40至50米，但是大橋結構龐大，需要建造橋墩及迴旋引橋，除了涉及維港填海問題外，行動區土地亦會被佔用，而且上空風大亦不適合行人或單車駕駛者使用。
發展局於2012年年中展開研究，考慮安排躉船使用其他避風塘以減少對業界的影響，包括考慮重整筲箕灣及土瓜灣等避風塘，用以疏導大型駁船至有關避風塘，並且擴大避風塘的容量，又會考慮於油塘或將軍澳等地區興建避風塘，以供大型駁船於風季時使用。發展局將會觀察各避風塘於風季期間的使用量，預計風季後會有研究結果。而海事處觀塘公共貨物起卸區亦已改建為觀塘海濱花園，相信躉船未必會使用觀塘避風塘。
- 建議路綫取道—開源道—以直接連接觀塘站﹐除開源道沒有足夠空間，興建連接系統將佔用開源道一至兩條行車綫，令區內道路更加擁擠，而觀塘站空間亦有限，未必能應付新增的客源。
- 連接系統需興建大跨度的架空路軌，跨過九龍灣車廠及觀塘綫，以連接九龍灣站。工程造價極高，亦有一定難度。
- 連接系統運力有限，比中型鐵路載客量要低，或未能滿足區內通勤需要，而當啟德體育園有大型活動進行，連接系統更可能未能及時處理大量客流。

### 電車
2010年代初期，香港電車有限公司委託顧問進行可行性研究，建議在東九龍興建現代化電車系統，以取代香港政府建議的環保連接系統。2013年4月29日，香港電車公司向發展局提交在啟德發展區發展軌道全長12公里的現代化電車系統的建議方案，如果成功獲得通過，預計於2018年至2031年分三階段啟用；其造價為28億港元，比較興建環保連接系統便宜得多，而且日後如有需要，走綫可以伸延至土瓜灣、新蒲崗、觀塘和九龍灣外圍，比較環保連接系統所到達的網絡更廣。
身兼行政會議成員的九龍城區議會區議員暨民建聯立法會議員李慧琼表示電車走綫能夠伸延至土瓜灣一帶，為居民多帶來一個選擇，亦可以帶動該區域的發展，惟表示馬頭圍道的路面狹窄，而且交通繁忙，可以容納電車行駛的空間有限制，故此她估計走綫最多可以伸延至九龍城碼頭一帶。對於此方案建議利用舊啟德機場滑行道，而毋須興建跨海大橋；觀塘區議會交通及運事委員會主席洪錦鉉表示反對，他指出該條跨海大橋除了供予列車使用外，亦附有行人道，而當區居民亦希望可以由觀塘海濱花園步行直達啟德。
發展局發言人於同年4月表示，已經收到相關建議，初步認為此方案不適合在東九龍使用，因為電車雙向路軌及車站約需要佔用兩至三條行車綫，然而九龍灣和觀塘的行車道路空間不足，亦受制於密集樓宇而不能夠再擴闊道路；加上啟德發展區土地規劃用途並無預留相關用地容納電車在地面行駛，除非改動土地用途，否則無法容納寬約兩條行車綫的電車路軌及車站，而且此舉將會嚴重地影響到《啟德發展計劃》的工程進度。發言人又指出，日後九龍東轉型後，有限度的道路空間將會難以應付不斷增加的路面交通流量，故此需要一條佔用少量道路面積的高架單軌鐵路作為區內的交通骨幹，而且《啟德分區計畫大綱圖》內已經預留用地的環保連接系統是高架鐵路系统，其支撐結構僅需要佔用很少的路面空間，盡量避免與路面車輛爭用路面空間及對路面上的交通壓力亦比較少。

### 「多元組合」模式的連接系統
《2020年施政報告》中提出推展「多元組合」模式的連接系統，以取代單軌鐵路計劃。包括：
- 在區內新增巴士╱專線小巴路線
- 發展自動行人道網絡串連啟德前跑道區、九龍灣行動區和港鐵牛頭角站
- 打造貫通啟德發展區內海濱長廊和休憩用地的行人與單車共用的共融通道
- 建造高架園景平台連接港鐵觀塘站
- 在啟德發展區設置水上的士站

政府預計該計劃耗資40億至50億元，低於單軌鐵路計劃所需的逾百億元，這代表此計劃被正式擱置。

## 外部連結
- 環保連接系統官方網站（页面存档备份，存于）
- EFLS Animation 環保連接系統宣傳短片（页面存档备份，存于）
- 香港鐵路大典上的相关条目：環保連接系統
- 啟德智慧綠色集體運輸系統工程項目簡介